# Hurts 2B Human
Hurts 2B Human é o oitavo álbum de estúdio da cantora e compositora norte-americana Pink. O seu lançamento ocorreu em 26 de abril de 2019, através da RCA Records. "Walk Me Home" foi lançado como primeiro single em 20 de fevereiro de 2019. O álbum conta como artistas convidados Wrabel, Khalid, Cash Cash e Chris Stapleton.

## Promoção
O álbum e o primeiro single foram confirmados pela cantora durante sua entrevista para o programa The Ellen DeGeneres Show em 6 de fevereiro de 2019. "Walk Me Home" foi lançada em 20 de fevereiro; nesse mesmo dia, ela cantou a música como parte de um medley no Brit Awards de 2019. A canção foi chamada de "hino do pé", bem como uma "saída otimista" do conteúdo de seu álbum anterior, Beautiful Trauma (2017). A capa do álbum foi revelada em 28 de fevereiro de 2019. Em 21 de março de 2019, o clipe da música "Walk Me Home" foi lançado. Em 28 de março, "Hustle" foi lançada juntamente com a pré-venda do álbum. Em 11 de abril, a colaboração com Cash Cash, "Can We Pretend", foi lançada. Em 22 de abril de 2019, a faixa-título do álbum foi lançada, contendo a participação do cantor compatriota Khalid. Nesse mesmo dia, ela apresentou "Walk Me Home" no The Ellen DeGeneres Show. Em 26 de abril, ela foi entrevistada no Today Show.

## Singles
"Walk Me Home" foi lançada em 20 de fevereiro de 2019 como primeiro single do disco. Em 21 de março, um vídeo musical para a canção foi lançada. Em 28 de março de 2019, Pink lançou "Hustle" como single promocional. Em 11 de abril de 2019, "Can We Pretend", colaboração com o grupo eletrônico Cash Cash, foi lançada como segundo single promocional do disco.

## Lista de faixas
Lista de faixas adaptadas pelo iTunes.
| N.º            | Título                                                 | Compositor(es)                                                                          | Produtor(es)              | Duração |  |
| 1.             | "Hustle"                                               | Alecia Moore Daniel Reynolds Jorgen Odegard                                             | Odegard                   | 2:56    |  |
| 2.             | "(Hey Why) Miss You Sometime"                          | Moore Max Martin Shellback                                                              | Martin Shellback          | 3:23    |  |
| 3.             | "Walk Me Home"                                         | Moore Nathaniel Ruess Scott Friedman                                                    | Peter Thomas Kyle Moorman | 2:58    |  |
| 4.             | "My Attic"                                             | Julia Michaels Ilsey Juber Freddy Wexler                                                | The Struts                | 3:02    |  |
| 5.             | "90 Days" (com participação de Wrabel)                 | Moore Stephen Wrabel Steve Robson                                                       | Wrabel Robson             | 3:50    |  |
| 6.             | "Hurts 2B Human" (com participação de Khalid)          | Moore Khalid Robinson Friedman John Theodore Geiger II Alexander Izquerdio Anna Hartley | Odegard                   | 3:22    |  |
| 7.             | "Can We Pretend" (com participação de Cash Cash)       | Moore Ryan Tedder Jean Makhlouf Alexander Makhlouf Samuel Frisch                        | Tedder Cash Cash          | 3:44    |  |
| 8.             | "Courage"                                              | Moore Sia Furler Greg Kurstin                                                           | Kurstin                   | 4:19    |  |
| 9.             | "Happy"                                                | Moore Alexandra Yatchenko Geiger II Garrain Jones                                       | OzGo                      | 3:01    |  |
| 10.            | "We Could Have It All"                                 | Moore Beck Hansen Kurstin                                                               | Kurstin                   | 4:33    |  |
| 11.            | "Love Me Anyway" (com participação de Chris Stapleton) | Moore Allen Shamblin Thomas Douglas                                                     | Pink                      | 3:08    |  |
| 12.            | "Circle Game"                                          | Moore Kurstin                                                                           | Kurstin                   | 4:54    |  |
| 13.            | "The Last Song of Your Life"                           | Moore Billy Mann                                                                        | Pink Mann                 | 3:53    |  |
| Duração total: | Duração total:                                         | Duração total:                                                                          | Duração total:            | 47:03   |  |

| Faixa bônus da edição japonesa |        |                                         |              |         |  |
| N.º                            | Título | Compositor(es)                          | Produtor(es) | Duração |  |
| 14.                            | "More" | Moore Jetta John-Hartley Michael Busbee |              | 3:50    |  |

## Histórico de lançamento
| Região | Data de lançamento  | Formato(s)                      | Gravadora   |
| ------ | ------------------- | ------------------------------- | ----------- |
| Mundo  | 26 de abril de 2019 | CD, download digital, streaming | RCA Records |